# Antonín Koníček
Antonín Koníček (* 14. Juni 1952) ist ein tschechischer Musiklehrer, Komponist, Arrangeur, Musiker, Kapellmeister sowie Besitzer des Musikverlag AKon. Er ist Gründer der Blaskapelle Boršičanka.

## Leben
Antonín Koníček machte eine 5-jährige Ausbildung an der Musikschule. Im Anschluss  studierte er von 1967 bis 1973 am Konservatorium Trompete, sowie die Nebeninstrumente Schlagzeug, Klavier und Violoncello. Koníček arbeitete bei mehreren Kapellen als Dirigent, Trompeter oder Studiomusiker. Er war Wertungsrichter in der Jury bei internationalen Wettbewerben. Antonín Koníček ist  Dozent bei Workshops im Ausland. Im Oktober 2000 gründete er seine Blaskapelle Borsicanka von Antonín Koníček, die ausschließlich  aus professionellen Musikern besteht. 
Im Jahr 1993 gründete Koníček seinen eigenen Musikverlag AKon. Er hat 75 Musikproduktionen mit Blaskapellen aus  Tschechien gemacht. Er komponiert hauptsächlich im mährischen Stil für seine Blaskapelle Borsicanka und für andere Blaskapellen. Koníček hat ca. 50 Kompositionen geschrieben. 

## Werke
- Michalce
- Líbezná
- Petrklíčová
- Majdalenka
- Užívajme Kamaradi

| Personendaten    | Personendaten                       |
| ---------------- | ----------------------------------- |
| NAME             | Koníček, Antonín                    |
| KURZBESCHREIBUNG | tschechischer Komponist und Musiker |
| GEBURTSDATUM     | 14. Juni 1952                       |